# Alexandru Calmuschi
Alexandru Calmuschi (n. 15 iunie 1865, Iași, județul Iași - d. ?) a fost ofițer al Armatei României, deputat în Parlamentul României și primar al municipiului Piatra Neamț.

## Cariera

### Militară
A terminat școala militară în anul 1886 cu gradul de sublocotenent, fiind repartizat în același an la Regimentul 28 Dorobanți. În anul 1889 a fost promovat locotenent în cadrul Regimentului 15 Dorobanți, în anul 1910 maior, iar în anul 1913 locotenent-colonel. În același an a preluat comanda Careului de Recrutare și a Batalionului Teritorial al Regimentului 15 Dorobanți.
A comandat Regimentul 55 Infanterie la începutul participării României la Primul Război Mondial, având gradul de locotenent-colonel.
A fost înaintat la gradul de colonel în anul 1918, iar la 1/13 iunie 1918 a preluat de la colonelul Teodor Pirici comanda Regimentului 15 Infanterie.
În perioada operațiilor militare pentru apărarea Marii Uniri, având gradul de colonel, a comandat Regimentul 15 Infanterie, post din care a fost îndepărtat la 1 aprilie 1919 drept urmare a concluziilor anchetei ordonate generalului Traian Moșoiu de către Marele Cartier General după Lupta de la Zalău din 23-26 februarie 1919.

### Politică
În anul 1921 figura ca membru al Camerei Deputaților din partea Partidului Poporului.
Tot în anul 1921 figura ca primar al municipiului Piatra Neamț. În 1928 figura în Consiliul Comunal al aceluiași oraș.

## Onoruri
Distincții:
- Medalia Jubiliară „Carol I”
- Ordinul „Coroana României” în grad de cavaler